# August Adriaan Pulle
August Adriaan Pulle (Arnhem, 10 januari 1878 – Utrecht, 28 februari 1955) was een Nederlands hoogleraar en botanicus.
Hij was verantwoordelijk voor een herleving van de plantensystematiek in Nederland, die sinds het overlijden van Miquel op een laag pitje stond en voor het ontstaan van een 'Utrechtse School' in de plantkunde (met als bekende vertegenwoordigers Lanjouw, Van Steenis en Westhoff).

## Opleiding
Pulle bezocht de middelbare school in Arnhem en ging farmacie studeren aan de Rijksuniversiteit Utrecht; hij deed in 1899 zijn kandidaatsexamen. Na colleges bij de plantenfysioloog Frits Went besloot hij verder te studeren in de plant- en dierkunde. In 1900 werd Pulle aangesteld als assistent op het Botanisch Laboratorium en Herbarium; en nam in 1902 en 1903 deel aan de Saramacca-expeditie naar Suriname. Deze studiereis bepaalde ook de inhoud van zijn latere proefschrift An enumeration of the vascular plants known from Surinam, together with their distribution and synonymy. Vanaf 1904 (tot 1914) werkte hij daarnaast (af en aan) als leraar in de natuurlijke historie. In 1906 promoveerde Pulle en werd hij benoemd tot lector; ook maakte hij een tweede studiereis, dit keer naar Java. In 1912 en 1913 maakte hij deel uit van de Derde Zuid-Nieuw-Guinea-expeditie (en schreef over deze tocht het reisverslag "Naar het Sneeuwgebergte van Nieuw-Guinea").

## Loopbaan
Op 18 mei 1914 werd Pulle benoemd tot gewoon hoogleraar te Utrecht in de bijzondere plantkunde en de plantengeografie  en tot directeur van het Botanisch Museum en Herbarium aldaar. In 1920 vertrok hij nogmaals naar Suriname en ging zich verder specialiseren in de flora van dit land (al bleef hij zich ook met andere onderwerpen bezighouden); in 1932 verscheen het eerste deel van het door hem geredigeerde standaardwerk Flora of Suriname. Daarnaast was Pulle (van 1914-1933) waarnemend directeur van wat toen de Hortus heette, maar vooral (van 1920-1949) de eerste directeur van het Cantonspark in Baarn, alwaar een systeemtuin opgezet werd, ten behoeve van het onderwijs van de universiteit. Ook diende hij een jaar (1929-1930) als rector magnificus van de universiteit. In 1938 publiceerde hij de eerste druk van het leerboek Compendium van de terminologie, nomenclatuur en systematiek der zaadplanten (de laatste versie hiervan verscheen in 1982).
Hij ging in 1948 met emeritaat, maar bleef bijna tot zijn dood actief. In 1938 was Pulle ere-president van het eerste Zuid-Amerikaans Botanisch Congres in Rio de Janeiro.

## Selectie van publicaties
- 1906. An enumeration of the vascular plants known from Surinam, together with their distribution and synonymy. E.J. Brill. Leiden.
- 1911. Zakflora voor Suriname. Deel 1. Bulletin van het Koloniaal Museum te Haarlem. De Bussy. Amsterdam.
- 1912. A Nova Guinea. Résultats de l'expédition scientifique néerlandaise à la Nouvelle Guinée.
- 1913. Naar het Sneeuwgebergte van Nieuw-Guinea. Maatsch. van Goede & Goedkoope Lect. Amsterdam.
- 1914. Problemen der plantengeografie. Oosthoek. Utrecht.
- 1924. De derde internationale planten-geografische excursie. Vakblad voor Biologen. Bladzijde 65-74.
- 1932-1965 Flora of Suriname. [exacte titel varieert] Redactie (van 1956-1965 †, met J. Lanjouw als mede-redacteur). Koninklijke Vereeniging Indisch Instituut (voorheen Koloniaal Instituut).
- 1938. Compendium van de terminologie, nomenclatuur en systematiek der zaadplanten. Utrecht.
- 1940. Overzicht van de lotgevallen en de werkzaamheden van de maatschappij in de eerste halve eeuw van haar bestaan. Leiden.
- 1948. Afscheidscollege.

- Bibsys: 12067599
- Author citation (botany): Pulle
- Biografisch Portaal: 63732392
- CiNii: DA02851789
- Gemeinsame Normdatei: 1055363858
- International Standard Name Identifier: 0000 0001 1079 6354
- Library of Congress Control Number: no2009158086
- Nationale bibliotheek van Australië: 50725657
- Nederlandse Thesaurus van Auteursnamen: 069210292
- Système universitaire de documentation: 138983860
- Trove: 1508371
- Virtual International Authority File: 101479906
- WorldCat: E39PBJgd668q4mdWG3vWDtQTHC